# Jesus Chrysler Suicide
Jesus Chrysler Suicide (kurz: JCS) ist eine polnische Band aus Rzeszów.

## Geschichte
Jesus Chrysler Suicide wurde 1991 in Rzeszów (Polen) gegründet. Im Jahr 1993 unterzeichneten sie einen Plattenvertrag bei Corner Records und veröffentlichten ihr erstes Album Romp. Das Album fand viel Anklang in der nationalen Metalszene, sodass man landesweit tourte und unter anderem mit Pro-Pain und Life of Agony auf der Bühne stand.
Mit dem 1995 erschienenen Schizovirus 0 schaffte die Band endgültig den Sprung aus der Underground-Szene. In dieser Zeit erlangte die Gruppe auch ihren Ruf als gute Live-Band. Das Re-Release der Platte von 2004 wurde vom polnischen Musik-Magazin Tolky Rock unter die besten 100 Alben der 1990er Jahre gewählt.
Drei Titel des 1997 erschienenen Remix-Albums Remixed by 2.47 waren Bestandteil der Filme „Gniew“ und „Inferno“. 
1999 erschien das dritte Studioalbum Eso Es. Die Platte wurde, wider Erwarten, noch erfolgreicher als der Vorgänger und brachte ‚JCS‘ eine Nominierung für den größten polnischen Musikpreis, den Fryderyk, in der Kategorie „Hard & Heavy“ ein.
Die 1999 erschienene Coverversion des Depeche-Mode-Klassikers People Are People war ebenfalls ein großer Erfolg in Polen.
2006 erschien das Album Rhesus Admirabilis.

## Stil
Jesus Chrysler Suicide lassen sich nur schwer in eine Kategorie einordnen. Musikalisch bewegen sie sich im Alternative-Metal-Umfeld, jedoch kommen auch dem Synth Rock zuzuordnende Passagen vor sowie in einigen Liedern Elemente polnischer Volksmusik.
Die Texte sind sowohl in Englisch, als auch in Polnisch gehalten.

## Diskografie
- 1993: Romp (Corner Records)
- 1995: Schizovirus 0
- 1997: Remixed by 2.47 (Remix-Album, Koch International)
- 1999: Eso Es
- 1999: Lolita Wita Was (Single)
- 2004: Schizovirus 0 (Re-Release, Boofish Records)
- 2006: Rhesus Admirabilis
- 2008: The Rest Of (Best-of-Album, Deadline Records)